# 青森市立長島小学校
青森市立長島小学校（あおもりしりつ ながしましょうがっこう）は青森県青森市中心市街地にある公立小学校。
棟方志功が入学・卒業した小学校であり、志功自筆の「汝我志麿」の石碑が建っている。これは創立100周年記念に関係者に配られた手ぬぐいの元になっている。学校付近の地価は住宅地としては県内最高であり、小学校東方では2005年現在24年連続トップを維持している。
初代(旧)青森市長である工藤卓爾が市長になる前、校長を務めたこともある。
青森市内最古の歴史がある小学校である。

## 基礎情報
- 所在地 - 長島3丁目8-1

## 沿革
- 1873年（明治6年）7月28日 - 寺町（現在の本町1丁目1番12号）の正覚寺に仮校舎を設けて、第七大学区一四中学区一番小学として発足。
- 1874年（明治7年）
  - 2月4日 - 青森小学校と改称。
  - 7月 - 新町57番地に、新校舎移転。
- 1987年（明治8年）7月 - 1棟増築して女子を移し、青森女小学を設立。
- 1876年（明治9年）7月15日 - 明治天皇視察。これを記念し「明治天皇臨御記念碑」建てられる。
- 1877年（明治10年）5月25日 - 莨町に青森第二小学を新築、分校として、本校の主座教員が、これを管理。
- 1882年（明治15年）9月22日 - 青森第二小学、類焼の為、寺院2か所に尋常を移して、分散児童。
- 1883年（明治16年）8月 - 青森第二小学、校舎新築竣工。
- 1886年（明治19年）
  - 4月 - 青森尋常小学校と改称。
  - 7月 - 新町に新校舎完成（当時東北一と言われた）。同時に、本校と青森女小学が移転。
- 1887年（明治20年）1月25日 - 青森高等小学校が開校し、本校に併設。
- 1892年（明治25年）5月1日 - 青森新町尋常小学校と改称。
- 1899年（明治32年）1月10日 - 青森高等小学校校舎新築竣工（現在の橋本小学校の位置）し、分離独立。
- 1901年（明治34年）4月1日 - 女小学校が独立し、新町女子尋常小学校となる。
- 1908年（明治41年）4月1日 - 長島町に新校舎竣工、男子のみ移転。
- 1909年（明治42年）4月1日 - 新町尋常小学校を、長島尋常小学校と改称。
- 1910年（明治43年）5月3日 - 青森大火、罹災者収容の為、1週間休校の措置を採る。
- 1912年（明治45年）7月22日  - 校旗樹立、校章制定。
- 1913年（大正2年）
  - 8月3日 - 創立40周年記念式典挙行。
  - 8月30日 - 創立記念碑建立。
- 1914年（大正3年）4月1日 - 再度女子を収容。1年生に約100名が入学。
- 1922年（大正11年）10月30日 - 創立50周年記念式典挙行。同日、校歌制定。
- 1923年（大正12年）3月10日 - 正面の校舎1棟焼失（12月復旧）。
- 1926年（大正15年・昭和元年）12月25日  - 古川尋常高等小学校開校により、同校へ6学級の職員と児童が転出。
- 1932年（昭和7年）10月 - 創立60周年記念式典挙行。
- 1935年（昭和10年）12月24日 - 講堂新築竣工記念として、保護者から尊徳と楠公の銅像が寄贈される。
- 1941年（昭和16年）4月1日 - 国民学校令により、長島国民学校と改称。
- 1942年（昭和17年）7月28日 - 創立70周年記念式典挙行。
- 1945年（昭和20年）7月28日 - 青森空襲により、正面北校舎を残して焼失。
- 1946年（昭和21年）
  - 2月26日 - 新町国民学校を統合。
  - 12月18日 - 10教室を増築し、3部授業解消。
- 1947年（昭和22年）
  - 4月1日 - 学校教育法施行（学制改革）により、青森市立長島小学校と改称。
  - 4月20日 - 長島小学校父母と先生の会設立
  - 8月11日 - 昭和天皇東北巡幸（昭和天皇の戦後巡幸）において行幸先の一つとなる。[1]。
- 1948年（昭和23年） - 講堂と2教室増築。
- 1950年（昭和25年） - 9教室を増築し、2部授業解消。
- 1951年（昭和26年）3月23日 - 学校文集「ながしま」第1号発刊。
- 1952年（昭和27年）10月28日 - 創立80周年記念式典挙行。
- 1959年（昭和34年）5月1日 - 児童数が、開校以来最大の2210名・42学級となる（2部授業実施）。
- 1969年（昭和35年）
  - 7月4日 - 校舎改築第一期工事竣工（6教室）。
  - 12月24日 - 校舎改築第二期工事竣工。
- 1962年（昭和37年）
  - 4月1日 - 特殊学級開級。
  - 9月28日 - 創立90周年記念式典挙行。第37回卒業生である棟方志功の記念講演開催。また、全世界学童の安全を祈願して、「大施無畏像」を画く。
- 1967年（昭和42年）5月1日 - 共同調理場方式による、学校給食開始。
- 1968年（昭和43年）11月11日 - 言語障害教室開設。
- 1971年（昭和46年）4月6日 - 難聴教室開設。
- 1972年（昭和47年）9月28日 - 創立100周年記念式典挙行。
- 1974年（昭和49年）4月8日 - 情緒障害教室開設。
- 1976年（昭和51年）3月26日 - 新校舎竣工移転。
- 1977年（昭和52年）12月20日 - 体育館竣工。
- 1978年（昭和53年）
  - 3月5日 - 新校舎新築落成記念式典挙行。記念詩集発行。
  - 10月19日 - 油川中学校焼失により、本校の特別教室等に油川中学校生徒を収容。
- 1982年（昭和57年）9月11日 - 創立110周年記念式典挙行。
- 1992年（平成4年）9月5日 - 創立120周年記念式典挙行。
- 2002年（平成14年）9月20日 - 創立130周年記念式典挙行。
- 2007年（平成19年）4月1日 - 学校二学期制導入。
- 2011年（平成23年）3月14日 - 屋内運動場耐震工事完了。
- 2012年（平成24年）
  - 3月22日 - 校舎耐震工事完了。
  - 11月17日 - 創立140周年記念式典挙行。
- 2014年（平成26年）4月1日 - LD・ADHD児通級のための「まなびの教室」開設。
- 2017年（平成29年）11月9日 - 全国学校体育研究優良校表彰。
- 2022年（令和4年）
  - 8月1日 - ホームページリニューアル。
  - 11月19日 - 創立150周年記念式典挙行。

## 学区
安方（1丁目の一部・2丁目）、新町（1丁目の一部・2丁目）、長島（1丁目～4丁目）、本町（2丁目の一部・3丁目の一部）、古川（1丁目の一部・2丁目の一部・3丁目の一部）

## 著名人な関係者
出身者
- 棟方志功（版画家）
- なかにし礼（作詞家） - 途中、古川小へ転校
- 西秀記（青森市長）

教職員
- 工藤卓爾（初代青森市長）- 元校長

## 周辺
- 学校法人大谷学園青森大谷幼稚園 - 進学前幼稚園のひとつ
- 廣田神社
- 県庁通り
- 白石医院
- 高屋医院
- 旧線路通り
- 国道4号
- 青森県庁
- 青森法務合同庁舎
  - 青森地方裁判所
- 青森税務署
- 青森県警本部
- 青い森公園
- 長島地下道
- 青い森鉄道青い森鉄道線
- 柳町通り
- 八甲通り

## アクセス
- 青森市営バス「県庁前」バス停下車後、
  - 古川・青森駅・西部営業所方面のりばから、徒歩約285m・約5分。
  - 合浦・県立中央病院・東部営業所方面のりばから、徒歩約350m・約6分（国道4号線を跨ぐ長島地下道経由）。

## 参考資料
- 『新青森市史 別編教育（別巻） 年表・学校沿革』（青森市・2000年3月発行）「学校沿革 （一）小学校」152頁～154頁「長島小学校 変遷」
- 令和2年度学校要覧